# Vaccinium taquetii
Vaccinium taquetii är en ljungväxtart som beskrevs av Leveille. Vaccinium taquetii ingår i Blåbärssläktet, och familjen ljungväxter. Inga underarter finns listade i Catalogue of Life.